# Островът на сините птици
„Островът на сините птици“ е български 8-сериен телевизионен игрален филм (детски, приключенски) от 2019 година на режисьорите Кристина Грозева и Петър Вълчанов, по мотиви от романа „Островът“ на Александър Секулов. Сценарият е на Павлина Божкова, Дечо Таралежков, Симон Еди Шварц, Пламена Велковски, Сабина Иванова и Емил Стефанов Оператори са Крум Родригес и Калоян Божилов. Музиката е на Христо Намлиев.
Автор на текста на песента е Веселка Кунчева. Песента изпълняват: Матей Бърнев и Деян Профиров. Хор: Мила Лафазанска, Павел Стоев. Тромпет: Ян Дунев.

## Серии
- 1. серия – 53:02 минути
- 2. серия – 51:50 минути
- 3. серия – 53:15 минути
- 4. серия – 53:52 минути
- 5. серия – 52:51 минути
- 6. серия – 54:16 минути
- 7. серия – 53:26 минути
- 8. серия – 51:03 минути

## Сюжет
След като майка му конфискува мобилните телефони на цялото семейство, на вманиачения влогър Ники му се очертава да прекара най-тъпото море в целия му 12-годишен живот – десет дни без интернет! На всичкото отгоре му се налага да се грижи и за по-малкия си братовчед Алекс, който му къса нервите с детинщините си.
Скуката обаче се оказва мираж, когато двамата братовчеди неусетно се забъркват в търсенето на легендарно пиратско съкровище. Твърди се, че то е заровено на Острова на сините птици – мистериозно парче суша навътре в морето, забранено за достъп и недостъпно без лодка. Братовчедите се убеждават в това по трудния начин, когато Алекс за малко да се удави. За късмет на Ники, който тъкмо се чуди какво ще обяснява на родителите, на помощ се притича Габриела – 12-годишен морски археолог и водолаз, по която той безнадеждно хлътва. Оцелелият Алекс също се сдобива с обожател макар и против волята си.
Фантазьорката Зоица е дъщеря на домакина на курорта и има важна мисия – да докаже, че изчезналият вид синя птица отново се е появил. Но кой ли има време за птици, когато трябва да се търси съкровище? Напрежението се покачва, когато се появява страховитият стар пират Жерминяк. За разлика от момчетата, той си има лодка и по-всичко личи, че ще се добере до съкровището преди тях.
Братовчедите намират за свой съюзник Армандо – връстник на Ники, комуто се е наложило да работи в ресторанта на курорта през ваканцията. Той отдавна планира да забогатее, за да отърве себе си и майка си от гадния им шеф. Ще намерят ли петте деца съкровището преди страшния стар пират? Ще запазят ли приятелствата, любовта и… живота си?
Очертава се една много натоварена ваканция....

## Актьорски състав
| Роля                                 | Изпълнител             |
| ------------------------------------ | ---------------------- |
| Ники Иванов                          | Матей Бърнев           |
| Алекс Профиров / Антоан              | Деян Профиров          |
| Армандо – „Мани Кубински“            | Калоян Христов         |
| Габриела                             | Ирина Вълкова          |
| фантазьорката Зоица                  | Антониа Димитрова      |
| Петър                                | Максим Божков          |
|                                      | Даниел Родригес        |
|                                      | Антония Драгова        |
| Иглика, майката на Ники              | Маргита Гошева         |
| Камен бащата на Ники                 | Иван Бърнев            |
|                                      | Венцислав Константинов |
|                                      | Ива Иванова            |
| управителят на "Русалка"             | Николай Тодоров        |
| стария пират Рюе Валмон дьо Жерминяк | Михаил Мутафов         |
| французойката дьо Жерминяк           | Мариана Крумова        |
| Венци, чичо на Габриела              | Свежен Младенов        |
| рибар                                | Иван Савов             |
| рибар                                | Петър Кръстев          |
| рибар                                | Павел Ганчев           |
| водолаз                              | Людмил Петров          |
| водолаз                              | Николай Борисов        |
| персонал в ресторанта                | Стелянка Цанева        |
| персонал в ресторанта                | Стефка Димитрова       |
| персонал в ресторанта                | Минчо Драгоманов       |
| персонал в ресторанта                | Борислав Борисов       |
| шеф на охраната                      | Манол Митрев           |
| майка                                | Павлина Божкова        |
| отбор „Морски котки“                 | Теодора Банева         |
| отбор „Морски котки“                 | Златин Антониус        |
| отбор „Морски котки“                 | Мартин Трифонов        |
| отбор „Акула“                        | Петър Иванов           |
| отбор „Акула“                        | Илина Димитрова        |
| отбор „Акула“                        | Стелян Николов         |
| отбор „Торпедо“                      | Никола Георгиев        |
| отбор „Торпедо“                      | Никола Иванчев         |
| отбор „Торпедо“                      | Теа Трифонова          |
| жури                                 | Георги Иванов          |
| жури                                 | Емилиян Ялъмов         |
| жури                                 | Леонид Владимиров      |
| отбор „Зоица“                        | Сибила Петрова         |
| отбор „Зоица“                        | Ида Вълкова            |
| кака Джиджи                          | Марина Анева           |
| помощник                             | Емил Граничаров        |
| помощник                             | Дечо Таралежков        |
| дегустация на вино                   | Боряна Симеонова       |
| дегустация на вино                   | Даниела Иванова        |
| дегустация на вино                   | Васил Николов          |
| дегустация на вино                   | Стоян Мизюлев          |
| минувач                              | Мина Латева            |
| минувач                              | Милка Профирова        |
| минувач                              | Борислава Кирчева      |
| продавач на плажа                    | Димитър Тодоров        |
| продавач на плажа                    | Марио Томчев           |